# Лозеница
Лозеница (болг. Лозеница) — село в Благоевградской области Болгарии. Входит в состав общины Сандански. Находится примерно в 10 км к юго-востоку от центра города Сандански и примерно в 62 км к югу от центра города Благоевград. По данным переписи населения 2011 года, в селе  проживало 83 человека, преобладающая национальность — болгары.

## Население
| Год     | 1934 | 1946 | 1956 | 1965 | 1975 | 1985 | 1992 | 2001 | 2011 |
| ------- | ---- | ---- | ---- | ---- | ---- | ---- | ---- | ---- | ---- |
| Жителей | 312  | 403  | 378  | 359  | 265  | 177  | 151  | 122  | 83   |

|  |